# Ad-Da’ajin (prowincja)
Ad-Da’ajin – jedna z 8 prowincji w emiracie Kataru. Utworzona w 2004 roku jako siódma w kolejności. Stolicą prowincji jest Ad-Da’ajin.